# Tutazá
Tutazá – miasto w Kolumbii, w departamencie Boyacá.